# Huperzia cunninghamioides
Huperzia cunninghamioides là một loài thực vật có mạch trong Họ Thạch tùng. Loài này được (Hayata) Holub mô tả khoa học đầu tiên năm 1985.